# イチイガシ
イチイガシ（一位樫、学名: Quercus gilva）はブナ科コナラ属アカガシ亜属の常緑高木。山地に生える。中国名は、赤皮。

## 形態
常緑広葉樹の高木で、大きいものは高さ30メートル (m) に達する。樹皮が剥がれ落ちる特徴がある。樹皮は暗灰色で、鱗片状に不規則に剥がれる。一年枝は淡褐色で、毛が密生し縦の溝がある。
葉は倒披針形で葉先が尖り、葉縁は半ばから先端にかけて鋸歯になっている。葉はやや硬く、若いうちはその表面に細かい毛を密生、後に無毛となり深緑になる。また、裏面は一面に黄褐色の星状毛を密布する。
花期は4 - 5月。雌雄同株。果実は堅果（どんぐり）で、その年の秋に熟す。
冬芽は長楕円形で褐色の鱗芽で、互生する葉のつけ根と枝先につき、多数の芽鱗に包まれている。葉痕は半円形で、維管束痕は不明瞭。

## 生態
他のブナ科樹木と同じく、菌類と樹木の根が共生して菌根を形成している。樹木にとっては菌根を形成することによって菌類が作り出す有機酸や抗生物質による栄養分の吸収促進や病原微生物の駆除等の利点があり、菌類にとっては樹木の光合成で合成された産物の一部を分けてもらうことができるという相利共生の関係があると考えられている。菌類の子実体は人間がキノコとして認識できる大きさに育つものが多く、中には食用にできるものもある。土壌中には菌根から菌糸を通して、同種他個体や他種植物に繋がる広大なネットワークが存在すると考えられている。アカマツ苗木に感染した菌根では全部の部分の成長を促進するのではなく、地下部の成長は促進するが地上部の成長はむしろ抑制するという報告がある。外生菌根性の樹種にスギやニセアカシアの混生や窒素過多の富栄養状態になると菌根に影響を与えるという報告がある。
花は地味なものであり、花粉は風媒（英: anemophily）される。風媒花はシダ植物の胞子散布の様で原始的な花だと思われることもあるが、ブナ科やイネ科は進化の末にこの形質を獲得したとみられている。
種子は重力散布型であるが、動物の影響も大きい。本種は少ない方だが、ブナ科のドングリにはタンニンが多く含まれる。ツキノワグマやイノシシは唾液中にタンニンを中和する成分を持ち、しかもタンニンが多い種類のドングリを食べる時期だけ中和成分を増加させることが報告されている。一般にブナ科樹木の発芽にはネズミが地中にドングリを埋めるという貯食行動によるものが大きいと見られている。ネズミがドングリをその場で食べるか、貯食するかは周囲の環境の差も大きい。ネズミもタンニンに耐性を持つが、常に耐性を持っているのではなく時期になると徐々に体を馴化させて対応しており、馴化していない状態で食べさせると死亡率が高いという。イノシシが家畜化されたブタは例外として、その他のウシやウマなどではドングリ中毒（英:acorn poisoning）というのも知られている。
新規侵入地へのカシの定着にはネズミが運ぶには長距離の分布地域もあり、カケス（Garrulus glandarius、カラス科）の貯食行動が関与しているのが疑われる地域もある。
菌根の種類、花粉の媒介、種子の散布様式という3つの事象は独立して進化してきたように見えるが、連携して進化してきたのではないかという説が近年提唱されている。外生菌根、風媒花、重力散布（および風散布）はいずれも同種が密集する状況ほど有利になりやすい形質であると考えられている。
ドングリは昆虫の餌にもなっており、種子の死亡率としては動物以外にこちらも大きい。北海道における観察例ではクリシギゾウムシなどのシギゾウムシ類と、ハマキガ類が殆どである。この年の虫害率は全種子の8割、虫害による死亡率は同7割であった。虫害を受けても完全に死ぬわけでなく一部は生存し発芽もするが、実生はやや小さいという。野外ではたいていのドングリは虫害を受けているため、これに対するネズミの反応も調べられている。ヒメネズミでの実験では完食する場合は健全堅果の方を好むが、虫害果も食べないわけではない。巣へ運ぶ個数などは雌雄差が見られた。
ドングリは秋に地上に落ちるとすぐに根を伸ばし、春先には本葉を展開させる。形態節のように地下性の発芽様式をとり、子葉は地中のドングリ内に残る。ネズミは地下に残る子葉目当てに、掘り起こして捕食することがあり、初夏までの死因はこれが多いという。時期、および過度な掘り起しが起きなければ子葉の捕食自体は致命的でない場合もあると見られ、大きい種子を付けることで実生から遠ざけ子葉に誘引する生存戦略なのではという説もある。前述のように虫害でも種子内部が完全には捕食されずに生き残る例が知られている。
種子は落下後すぐに根を伸ばす性質から埋土種子や土壌シードバンクは形成しないと見られている。戦略としては耐陰性の高い実生を地上に大量に用意し、ギャップの形成を待つ陰樹に多いタイプである。耐乾性はあり尾根筋にも定着できるが、条件の良い谷筋で優勢な群落を作ることが多い。これは重力散布になるドングリの影響もある。
アラカシと違い石灰岩質の土壌を嫌う。
常緑ブナ科の葉はムラサキシジミ族（Tribe Arhopalini）のシジミチョウの食草である。日本産のこの仲間であるムラサキシジミ（Narathura japonica）、ルーミスシジミ（Panchala ganesa）、ムラサキツバメ（ Narathura bazalus）がいるが、いずれも食草が異なる。イチイガシに付くのはルーミスシジミである。この種は植生が狭く、イチイガシの個体数の少なさもあって絶滅が危惧されている。幼虫は体から蜜を分泌しアリと共生するというシジミチョウによく見られる生態をもつ。

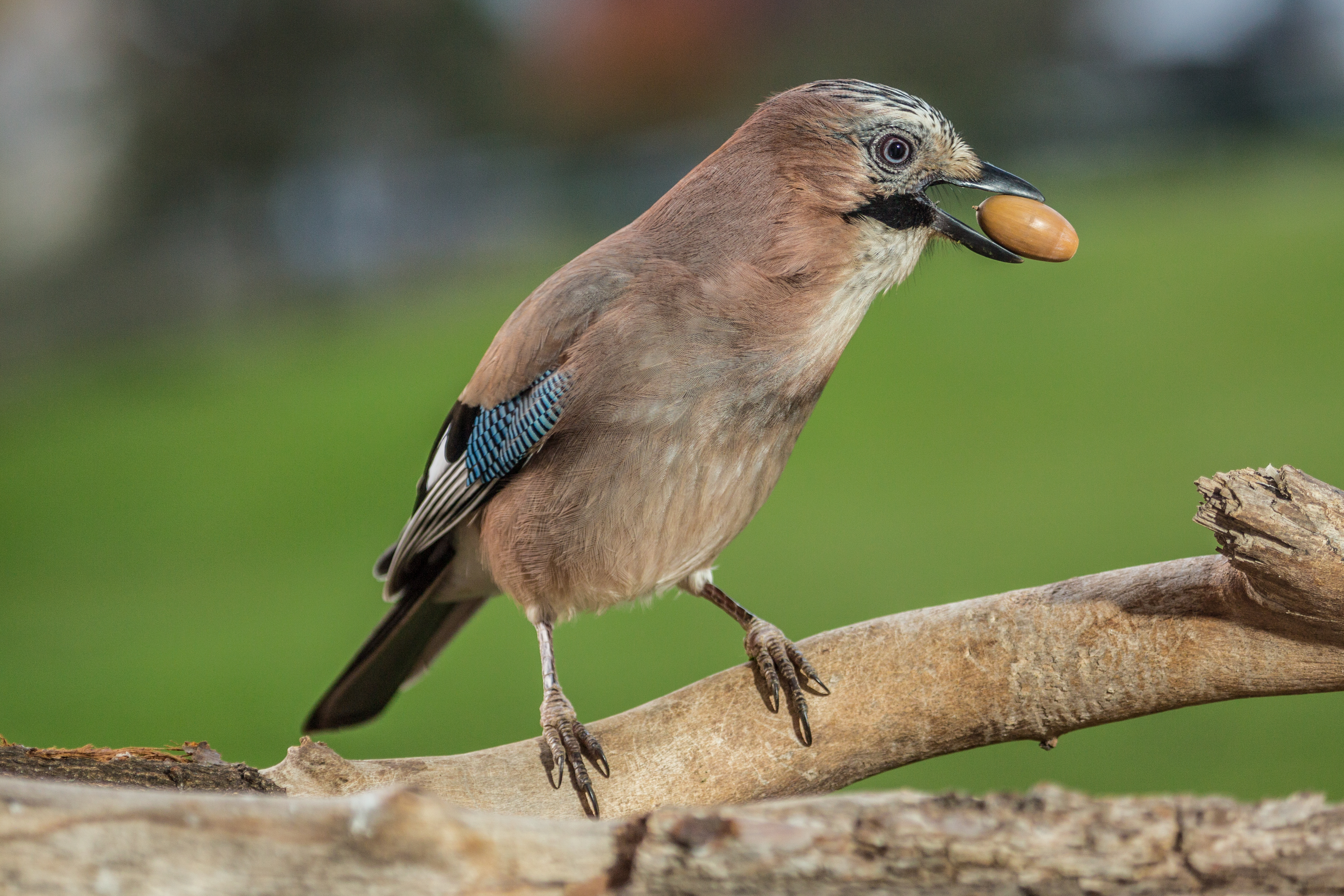
カケスはドングリを好んで食べる
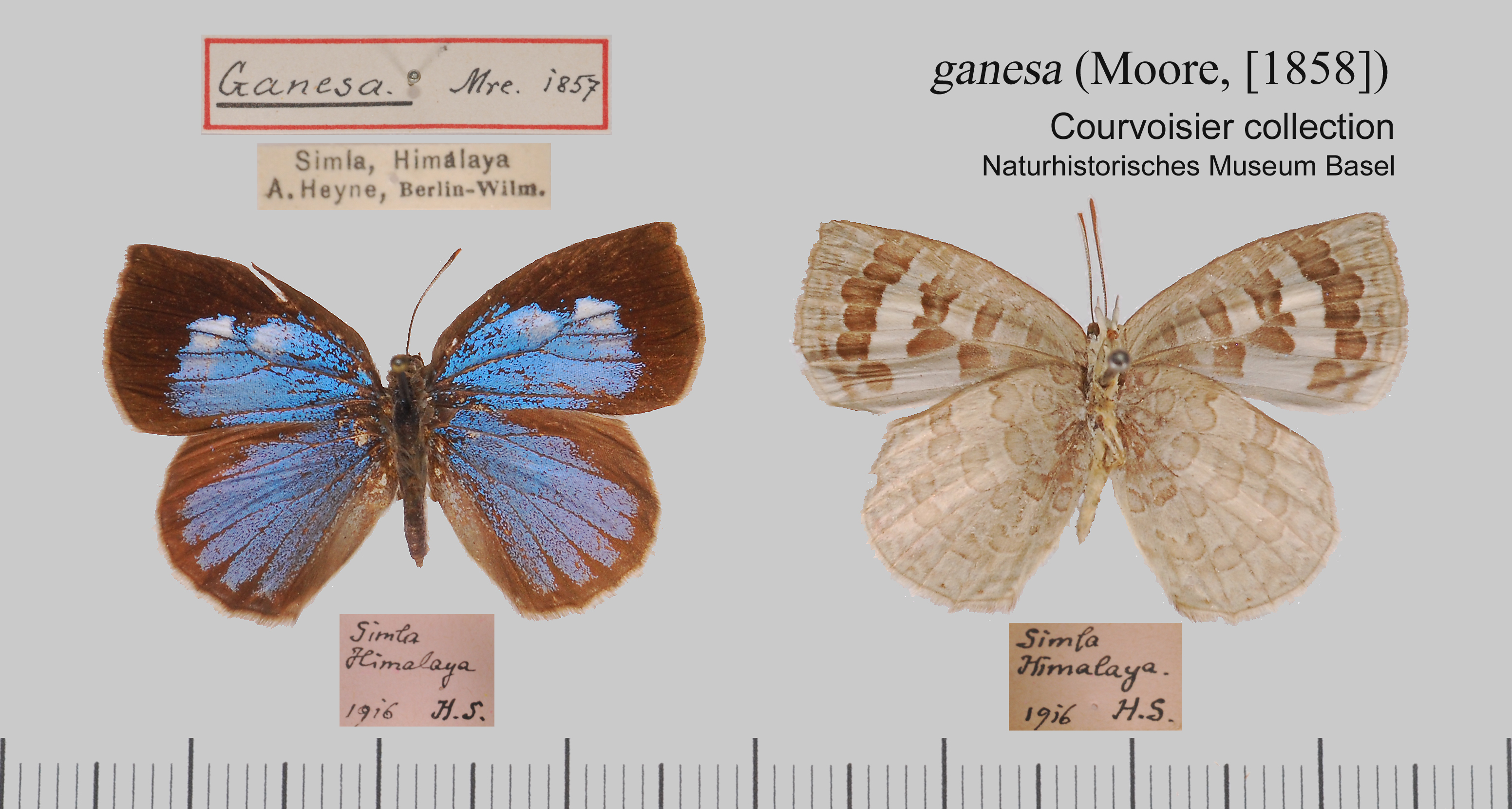
ルーミスシジミ

九州では個体数が多く、主にシイ類と共に林を作る。谷沿いや、扇状地に多く生育している。

## 分布
日本では本州（関東地方南部以西の太平洋側）・四国・九州に分布し、日本国外では済州島・台湾・中国に分布する。

## 人間との関係

### 木材
カシの名前は「堅し木」に由来するという説があるほど、本種も硬く重い木材である。気乾比重は平均0.9程度だが、成長の良い良材ほど硬く重くなる。道管の配置による分類は放射孔材と呼ばれるもので、年輪は目立たない。また、辺材と心材の区別は不明瞭である。柾目にはトラのような模様（いわゆる杢）が現れ、これが美しいと評価されることが多い。杢は「虎斑」、「虎斑杢」、また見る角度によっては光の反射具合が異なり銀色に見えることから「銀杢」とも呼ばれる。また、板目面にはカシメ（樫目）と呼ばれるゴマ上の模様が見られる。これは放射組織が目立つためである。乾燥は難しく反りやすい 。
萌芽能力が高く、定期的に何度も収穫可能であることから、燃料用としては非常に優れている。また、人里近くに生えること、硬く重い木材で火持ちが良いということも、薪や木炭として非常に優秀である。焼き方によって黒炭、白炭のどちらにも加工できる。宮崎県北部にはウバメガシではなく、アラカシを用いた白炭（備長炭）がある。2021年3月付で「美郷町備長炭製炭技術保存会の備長炭製炭」として宮崎県指定の無形民俗文化財となっている。
木材は、建築材、器具材として使われる。成長が比較的早く、通直な樹幹を形成しやすいことから、西日本では有用樹として造林されている。
和歌山県ではごく限られた地点に点在するのみであるが、遺跡からは木材がよく出土することから、かつてはもっと広く分布していたものと考えられ、人為的な利用によって減少したと見られる。
イチイガシは弥生時代以降、鋤鍬の素材として利用されていたことが、九州・北陸・東海・関東地方の遺跡から出土した木製品の調査からわかっている。水田稲作農耕が中国大陸から朝鮮半島南部を経由して九州北部にもたらされたことや現在のコナラ属植物の分布から考えて，イチイガシの鋤鍬への選択的利用は九州北部で成立したと想定されている。

### 食用・薬用
また、カシ類では例外的に果実をあく抜きせずに食べることができる。そのため、縄文時代から食用とされ、佐賀県東名遺跡の貯蔵穴からのイチイガシの発掘例がある。

## 分類学上の位置づけ
コナラ属内の分類は従来形態的特徴に基づき、殻斗の模様が鱗状のものをコナラ亜属（Subgen. Quercus）、環状のものをアカガシ亜属（Subgen. Cyclobalanopsis）と分けられてきたが、遺伝子的な系統に基づく他の分類が幾つか提唱されている。総説にDenk et al.（2017）がある。

## 天然記念物
国指定
- 大村のイチイガシ天然林 長崎県大村市雄ケ原町1782番地1

都道府県指定
- 宮崎県 : 綾のイチイガシ - 宮崎県東諸県郡綾町
- 福岡県 : 木井神社のイチイガシ - 福岡県京都郡みやこ町犀川木井馬場1313番地 木井神社境内
- 山口県 : 神功皇后神社のイチイガシ - 山口県美祢市西厚保町本郷字本郷203 神功皇后神社境内
- 熊本県 : 菅原神社のイチイガシ - 熊本県熊本市植木町宮原 菅原神社境内
- 山口県 : 滝部八幡宮のイチイガシ - 山口県下関市豊北町大字滝部3157番地 滝部八幡宮境内
- 愛媛県 : 三嶋神社のイチイガシ - 愛媛県大洲市肱川町宇和川2911三嶋神社境内
- 大分県 : 山蔵のイチイガシ - 大分県宇佐市安心院町佐田

市町村指定
- 岡崎市 : 才栗のイチイガシ - 愛知県岡崎市才栗町上屋敷66 白髪神社境内
- 奈良市 :春日大社境内のイチイガシ巨樹群 - 奈良県奈良市春日野町160
- 京都市 : 鹿苑寺（金閣寺）のイチイガシ - 京都府京都市北区金閣寺町1
- 太宰府市 : 地禄神社のイチイガシ - 福岡県太宰府市大佐野3丁目213　地禄神社境内
- 広島市 : 新宮神社のイチイガシ及びイヌマキ - 広島県広島市安佐南区長楽寺三丁目1-70 新宮神社境内
- 鳩山町 : 八幡神社のイチイガシ　- 埼玉県比企郡鳩山町 八幡神社境内
- 朝倉市 : 妙見の大イチイガシ - 福岡県朝倉市上秋月 白木神社境内